# Layton (Florida)
Layton város az USA Florida államában, Monroe megyében. Lakosainak száma 210 fő (2020. április 1.).

## Népesség
A település népességének változása:

| 2010 | 184 |
| 2020 | 210 |